# Susan Strange
Susan Strange, född den 9 juni 1923, död den 25 oktober 1998 var en brittisk ekonom. Hon är känd för att nästan på egen hand ha skapat det akademiska ämnet internationell politisk ekonomi.
Strange studerade relationen mellan ekonomisk och politisk makt. Hon hävdade att det inte går att förstå den ena utan den andra, och varnade för enkla lösningar. Hon ansåg att globala finansmarknader har fått mer makt än nationella regeringar och hävdade att den stora utmaningen under 2000-talet kommer bli att balansera de globala finansmarknadernas makt med en legitim, politisk makt.
Stranges böcker inkluderar Casino Capitalism (1986), States and Markets (1988), The Retreat of the State (1996) och Mad Money (1998).